# Steven Knight
Steven Knight (Malborough, Anglaterra, 5 d'agost de 1959) és un escriptor i guionista anglès. És conegut per escriure el guió de la pel·lícula Promeses de l'est i per ser el creador de la sèrie britànica Peaky Blinders. També ha fet guions basats en llibres com L'Illa Sinistra juntament amb Laeta Kalogridis, basada en la novel·la de Dennis Lehane. Creador de la sèrie See, protagonitzada per Jason Momoa.

## Adaptacions i guions
- Dirty Pretty Things (2002)
- Amazing Grace (2006)
- Eastern Promises (2007)
- Shutter Island (amb Laeta Kalogridis) (2010)
- Les cròniques de Narnia: la travessia del viatger de l'alba (amb Christopher Markus, Stephen McFeely, Michael Petroni i Richard LaGravenese) (2010)
- Peaky Blinders (2013) Sèrie de televisió, creador i guionista principal.[1]
- La dona que va davant (2017) Guionista[1]
- Taboo (2017) Sèrie de televisió, creador i guionista principal.[1]

## Pel·lícules com a director
- Hummingbird (2013) Director i guionista.
- Locke (2013) Director i guionista principal.
- Serenity (2019) Director i guionista.